# Koljuots
Koljuots är en udde på Estlands nordkust mot Finska viken. Den ligger i kommunen Jõelähtme vald i Harjumaa. Koljuots ligger väster om bukten Muuga laht och öster om bukten Ihasalu laht.
Inlandsklimat råder i trakten. Årsmedeltemperaturen i trakten är 3 °C. Den varmaste månaden är juli, då medeltemperaturen är 17 °C, och den kallaste är januari, med −10 °C.